# Ossogovo
L'Ossogovo és una serralada situada a la frontera de Macedònia del Nord i Bulgària, entre les valls dels rius Estrímon, Vàrdar i Morava.

## Origen del nom
Hi ha moltes llegendes sobre l'origen del nom Ossogovo, però la més famosa és que va ser lliurat pels miners saxons que estaven cercant or i plata a la regió en el passat. Segons aquesta llegenda, el nom prové de les paraules antigues germàniques "osso" (déu) i "gov" (lloc) que significa "un lloc diví".

## Galeria

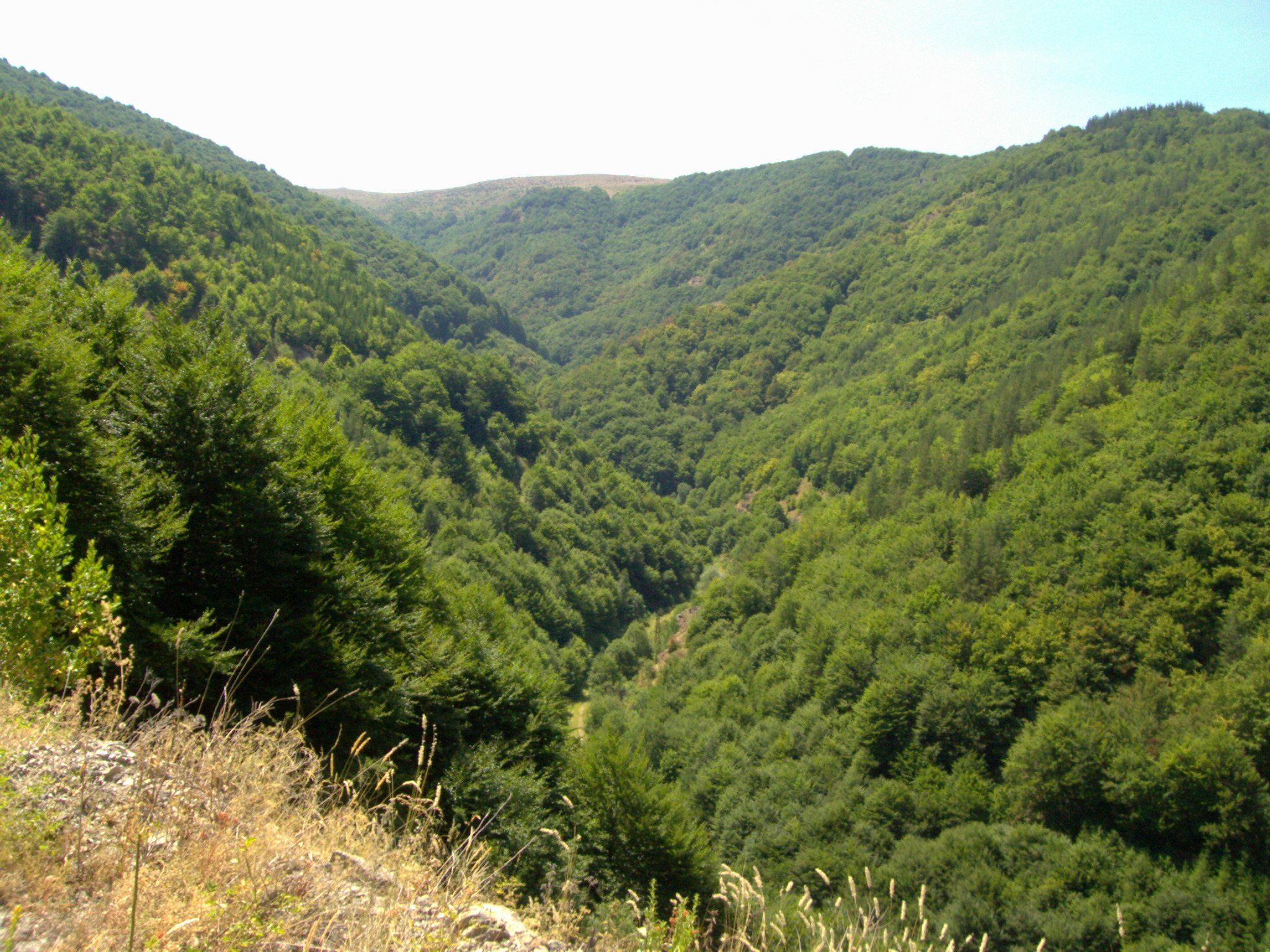
L'Ossogovo a Bulgaria
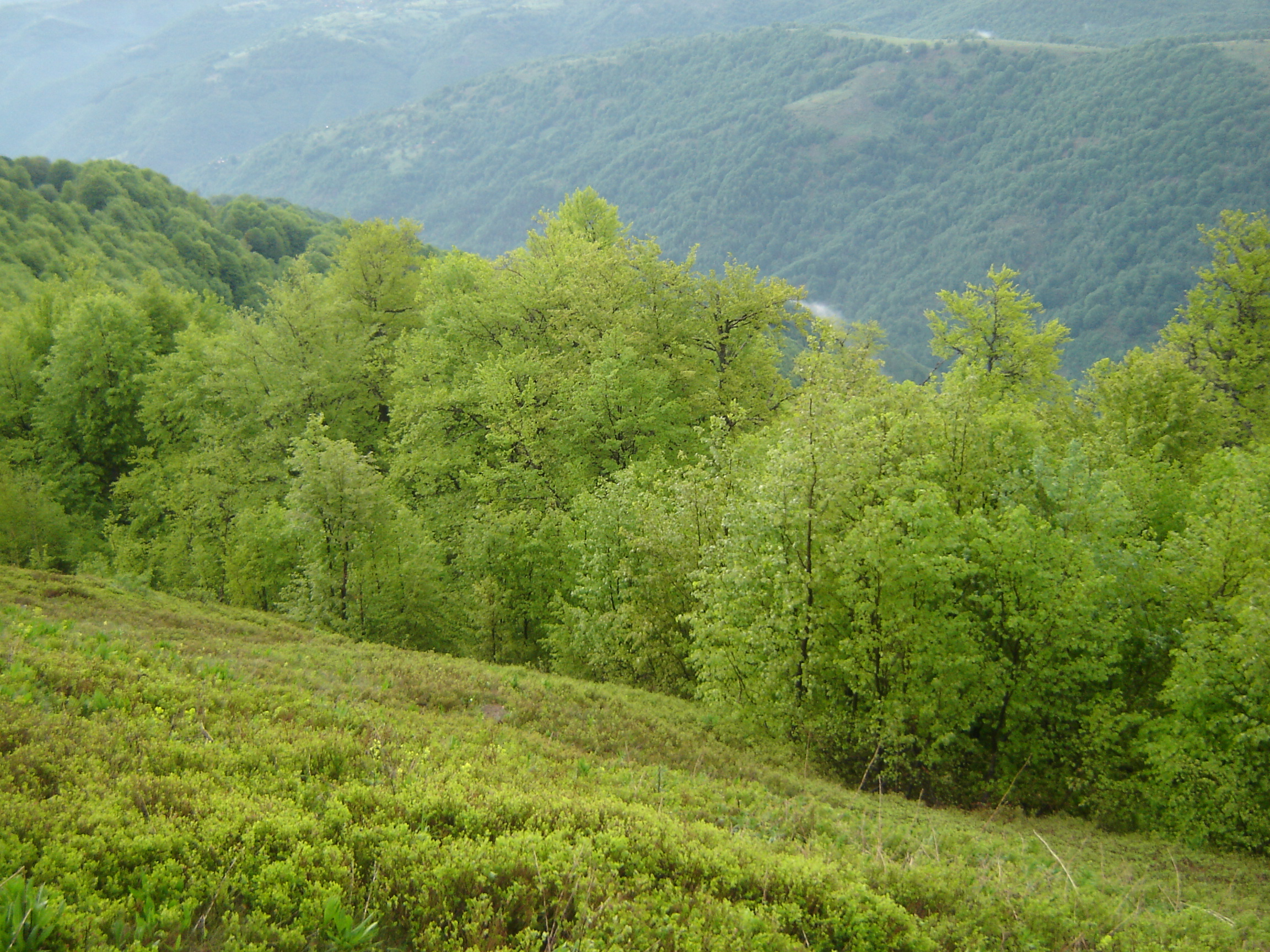
Aspecte de l'Ossogovo a Macedònia a la primavera